# Iglesia de la Asunción (Torrecuadrada de los Valles)
La iglesia parroquial de la Asunción es una modesta iglesia de finales del siglo XII o principios del XIII situada en Torrecuadrada de los Valles (Guadalajara, España). Está formada por una nave con techumbre de madera y un ábside semicircular con tramo recto.

## Exterior
La fachada meridional del primitivo edificio románico está oculta por añadidos posteriores, siendo tan sólo visible la cabecera, cuyo tramo recto, de sillarejo, esta desfigurada por un revoque de cemento. Una hilera de canecillos lisos y prismáticos sostienen el alero.
El muro norte, conserva la antigua fisonomía, alterada solamente por la sacristía, que se añade en época moderna al presbiterio, si bien su alzado se elevó ligeramente como demuestra la presencia de un pequeño lienzo por encima de la cornisa moldurada sobre modillones lisos.
Sobre el hastial de poniente, la espadaña de sillares no presenta ningún rasgo de ejecución románica, perteneciendo a una reforma posterior.

### Puerta de mediodía
Al construirse el pórtico moderno se respetó la primitiva puerta del mediodía, protegida bajo él. Consta de chambrana ajedrezada y tres arquivoltas con la típica alternancia de boceles y nacelas, salvo la interna en arista viva, que se apoyan en pilastras por mediación de ábacos, faltos de ornatos.

## Interior
En el interior, las bóvedas de cañón y horno que cubrían el presbiterio y el hemiciclo aún son visibles bajo el encalado del ábside. Se advierte también, el arco de sillares que marca el estrechamiento de los tramos de la cabecera y una pequeña ventana de medio punto con gran abocinamiento. Una imposta, recorrería los muros de la capilla enlazando con los ábacos del arco triunfal románico que fue sustituido, en el siglo XVI, por otro de medio punto con decoración de bolas.

## Galería de imágenes

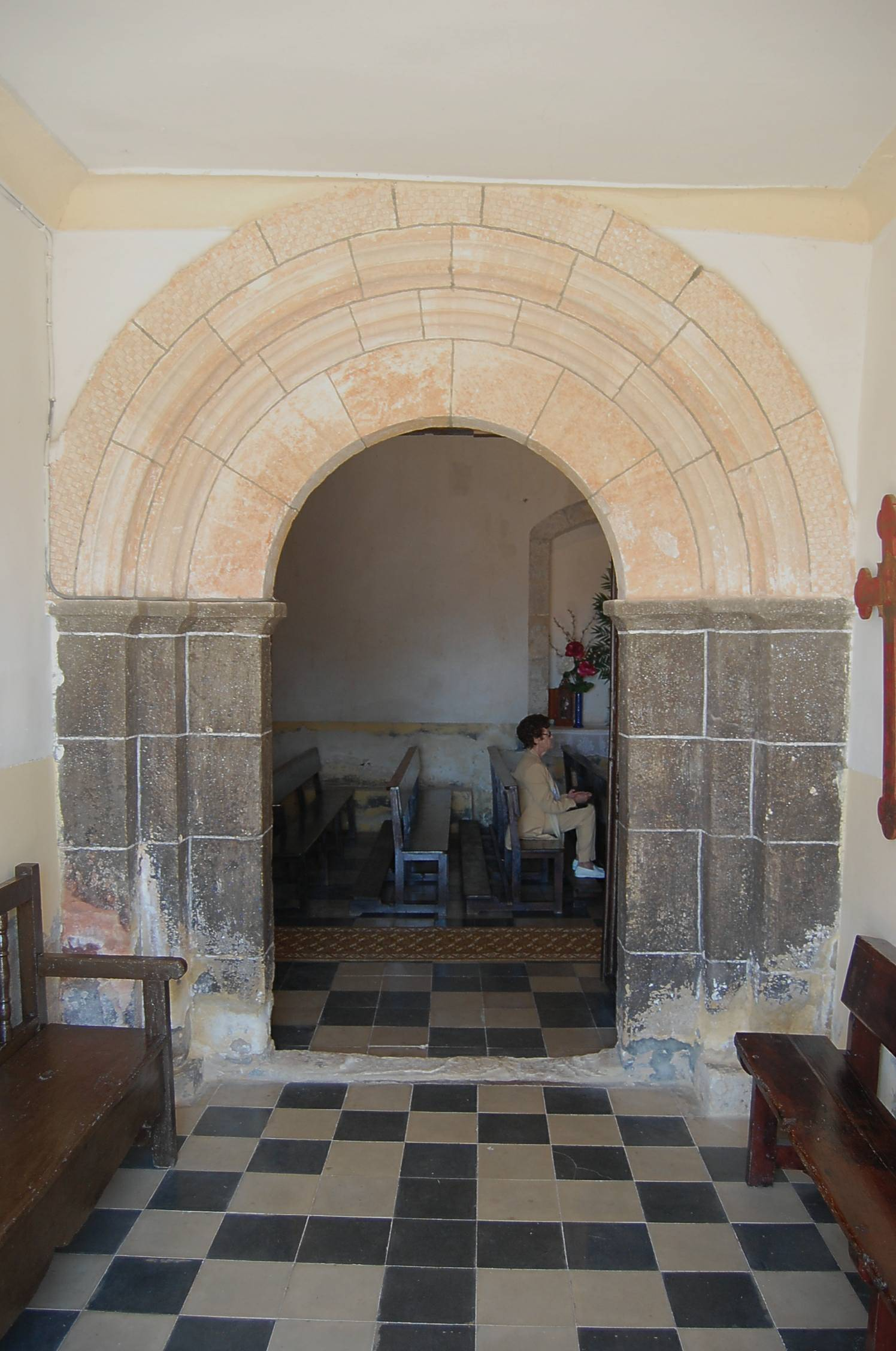
Puerta del mediodía.
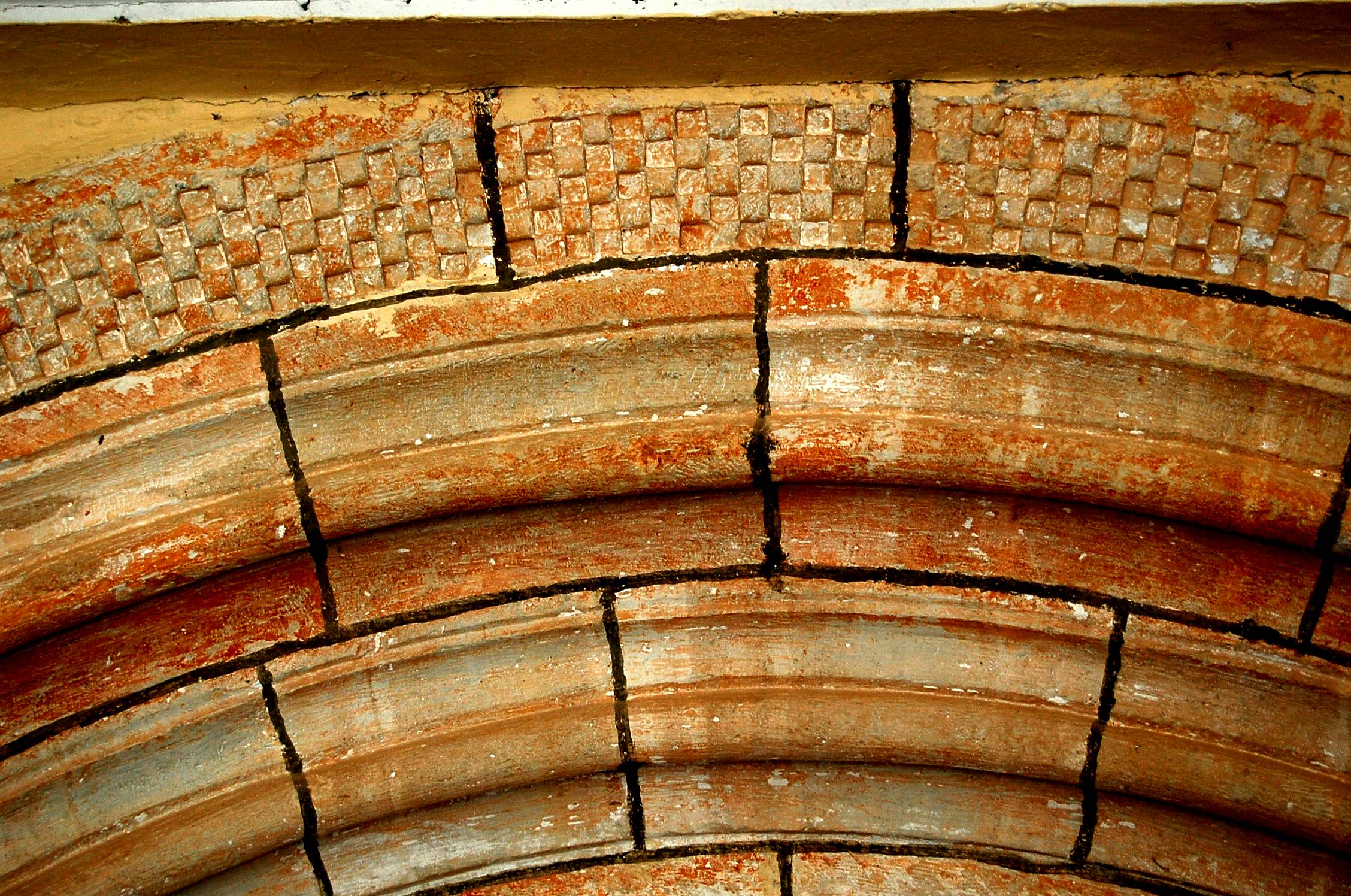
Detalle de la puerta.
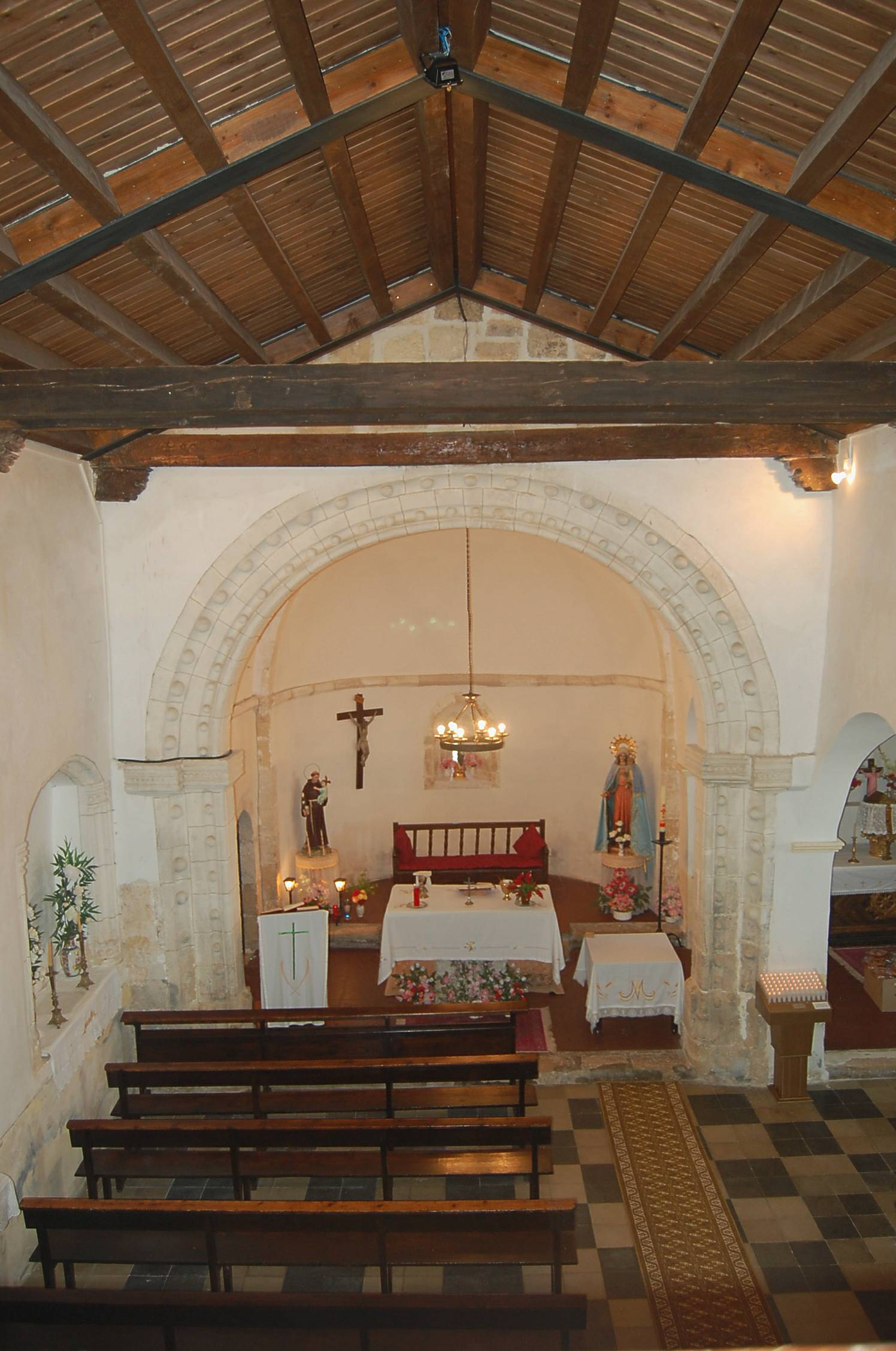
Interior de la Iglesia.
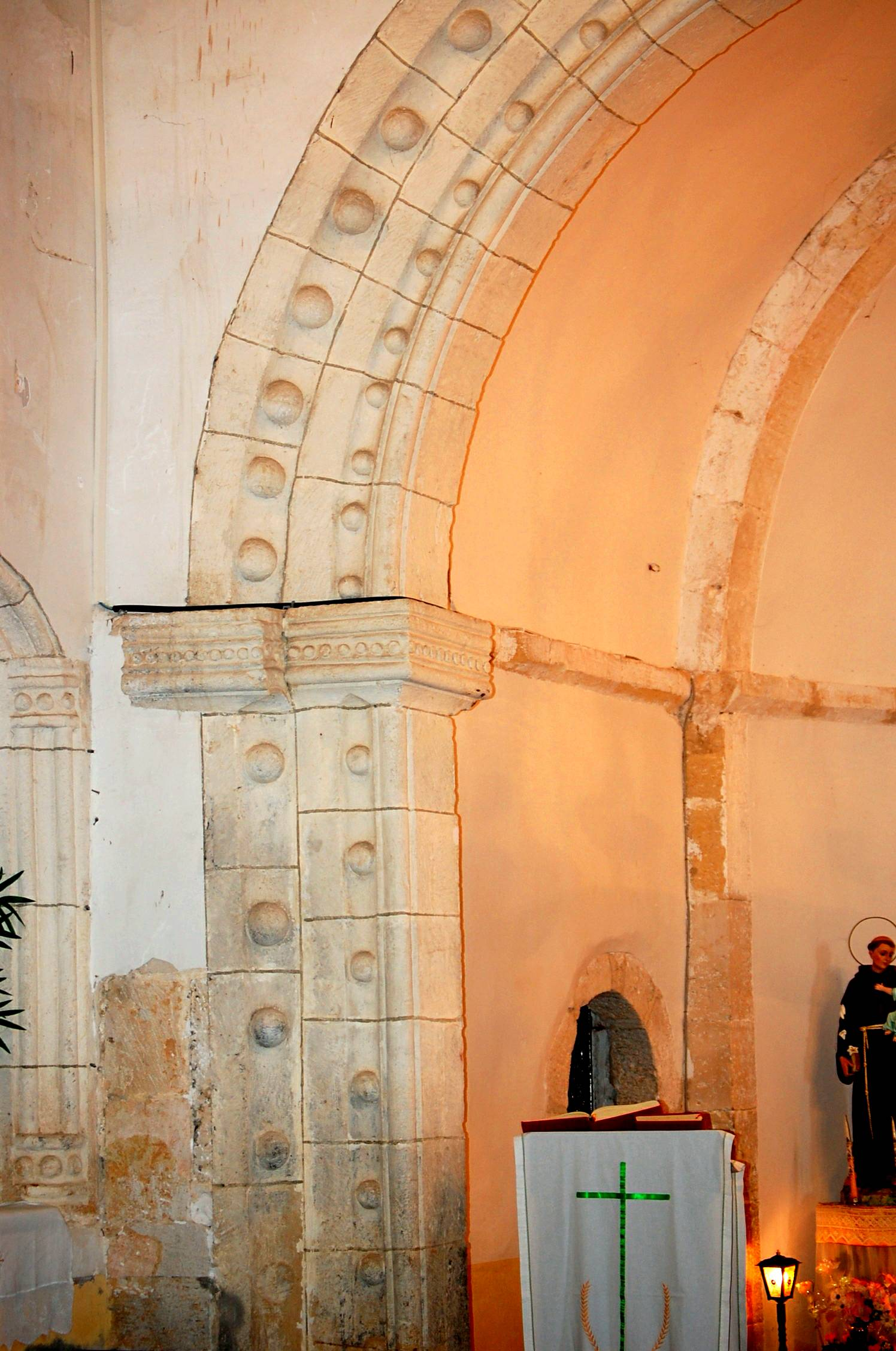
Detalle del arco del ábside.
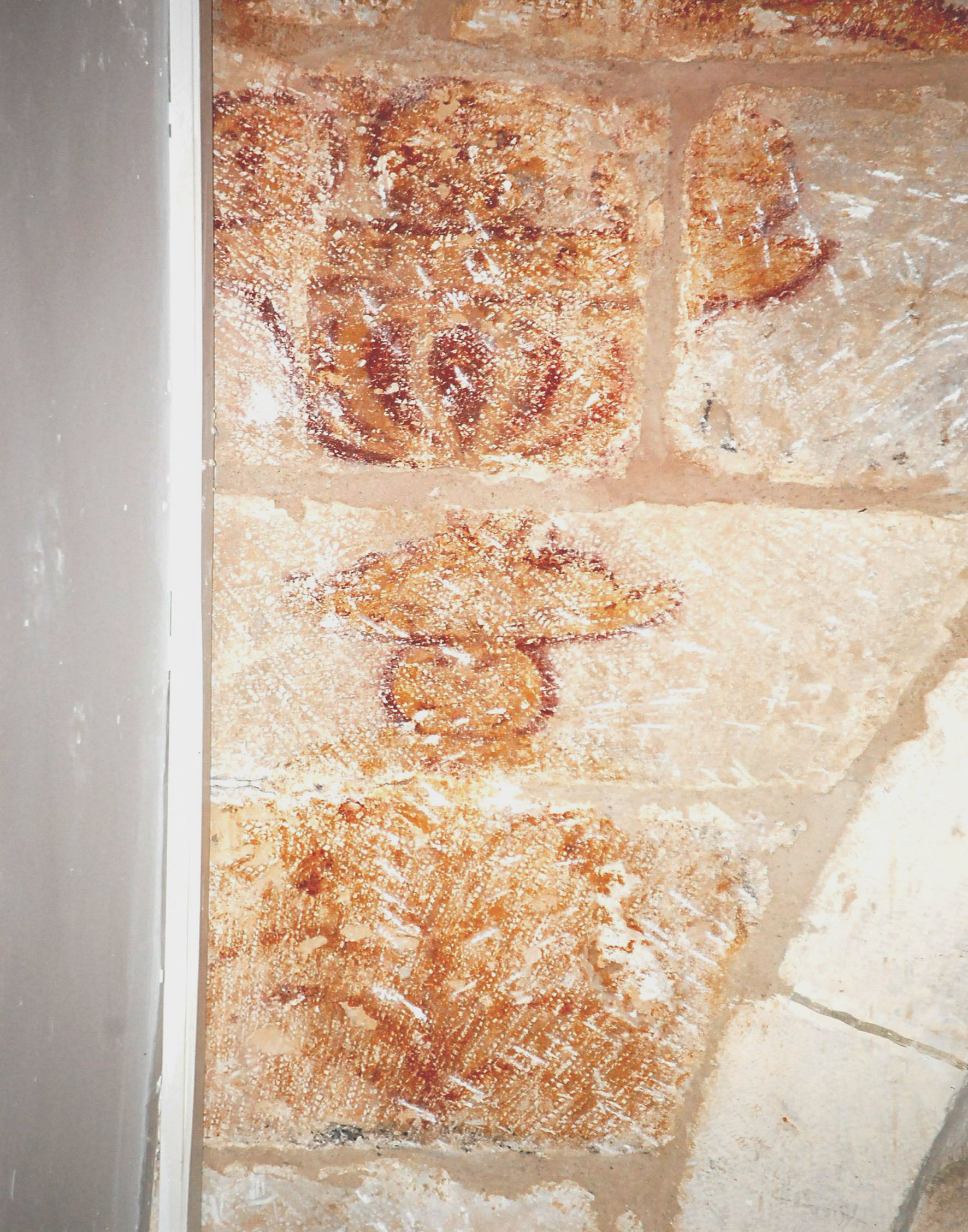
Pinturas en el arco.
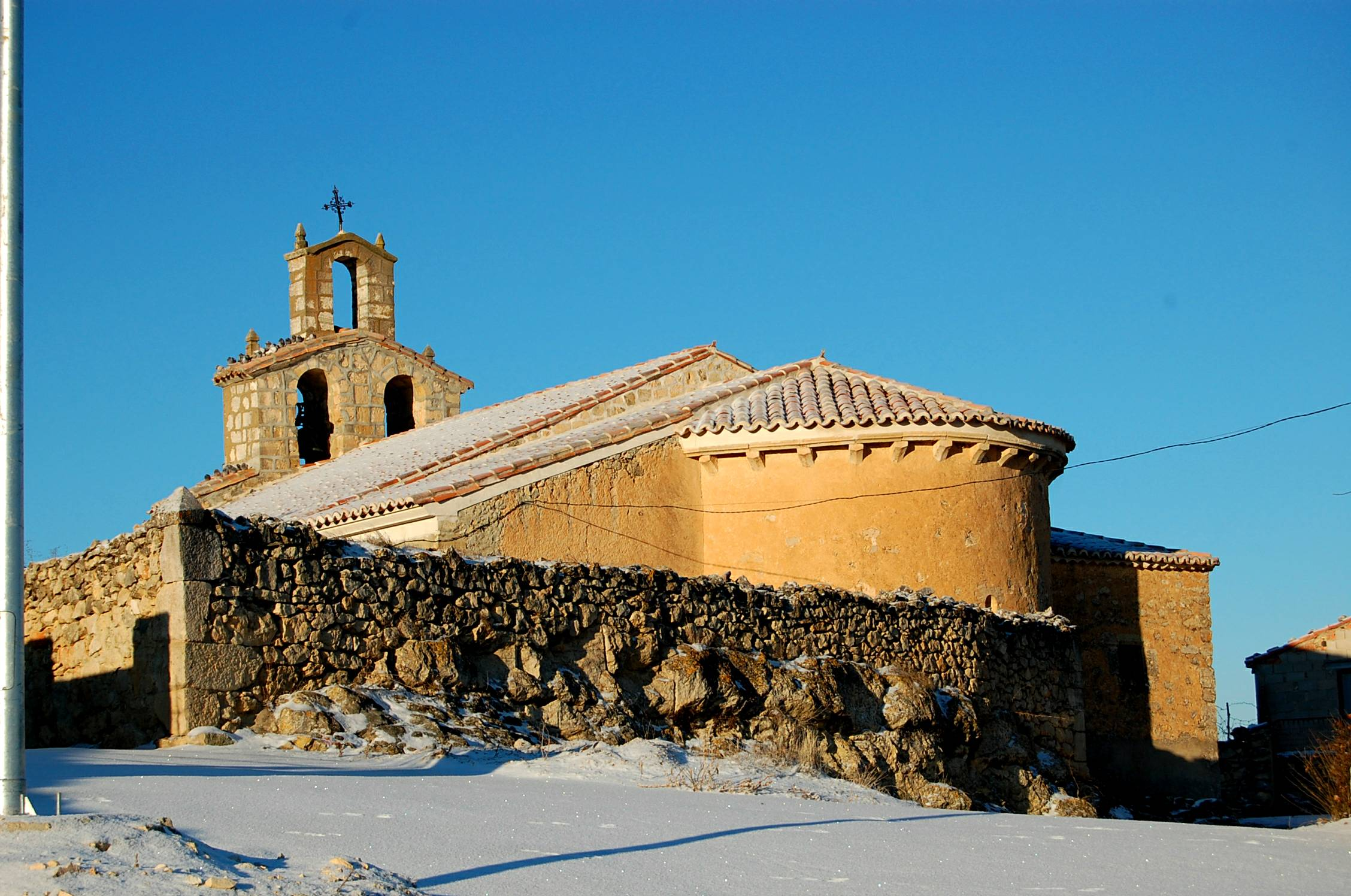
Vista exterior del ábside.